# Жозеф дьо Местр
Жозеф-Мари дьо Местр (на френски: Joseph-Marie de Maistre) е френскоезичен (савойски) философ, юрист и дипломат, поданик на Сардинското кралство. Наред с Едмънд Бърк е смятан за основоположник на съвременния консерватизъм.

## Биография
Роден е на 1 април 1753 година в Шамбери, департамент Савоя, която по това време е част от Сардинското кралство. Той е най-възрастният син на местен юрист, получил от краля титлата граф. Негов по-малък брат е писателят Ксавие дьо Местр.
През 1774 година завършва право в Торинския университет. След като французите окупират Савоя той живее в Торино, Лозана и Венеция и публикува поредица от текстове срещу Френската революция. След 1798 се установява в кралския двор в Каляри, а през 1803 е изпратен като посланик в Русия. През 1817 година се връща в Торино и до края на живота си е държавен министър на Сардинското кралство.
Умира на 26 февруари 1821 година в Торино на 67-годишна възраст.